# Équipe du Brésil de baseball
Uniformes
L'équipe du Brésil de baseball représente le Brésil lors des compétitions internationales, comme les Jeux olympiques ou la Coupe du monde de baseball notamment.
Lors des Jeux Panaméricains 2007 que la sélection joue à domicile à Rio de Janeiro, les Brésiliens ne parviennent pas à enregistrer de victoires en phase de poules. Le dernier de ces trois matchs est toutefois accroché ; Les Brésiliens s'inclinent seulement 7-5 face aux États-Unis. 

## Palmarès
Jeux olympiques
- 1992 : non qualifiée
- 1996 : non qualifiée
- 2000 : non qualifiée
- 2004 : non qualifiée

Classique mondiale de baseball
- 2006 : non qualifiée
- 2009 : non qualifiée
- 2013 : éliminée au 1er tour
- 2017 : non qualifiée
- 2023 : non qualifiée

Coupe du monde de baseball
- 2003 : 7e
- 2005 : 14e

Coupe intercontinentale de baseball
- 1995 : 5e
- 1997 : non qualifiée
- 1999 : non qualifiée
- 2002 : 9e
- 2006 : non qualifiée